# Kaisaniemi hållplats
För andra platser med namnet Kaisaniemi, se Kaisaniemi
Kaisaniemi hållplats är en tidigare hållplats i Kiruna kommun på Malmbanan. Platsen och udden i Torneträsk kallas även Kaiseniemi.
I Kaisaniemi finns av den ursprungliga banvaktarbebyggelsen kvar banvaktstuga och uthus samt ett pumphus för vatten till ångloken på Malmbanan. Det är det enda bevarade pumphuset utefter banan. Den låga kvarvarande delen var bostad för pumpskötaren. I högdelen fanns tidigare ett vattenkärl för det vatten som pumpades upp ur den närliggande sjön  Nivssakjavrras.
Vid Kaiseniemi byggs en markstation för forskningsorganisationen Eiscats radarsystem Eiscat 3D. Markarbeten för stationen påbörjades sommaren 2021.